# Place du Chancelier-Adenauer
La place du Chancelier-Adenauer est une voie située dans le quartier de la Porte-Dauphine du 16e arrondissement de Paris.

## Situation et accès
La place du Chancelier-Adenauer est une voie publique située dans le 16e arrondissement de Paris. Elle se trouve à l'intersection de l'avenue Hubert-Germain, de la rue des Belles-Feuilles et de la rue Spontini. Il s'agit d'une place en demi-lune, de 25 mètres de rayon. Elle ne compte que trois numéros : le 1, le 5 et le 7.
Elle est desservie à proximité par la ligne 2 à la station Porte Dauphine.

## Origine du nom

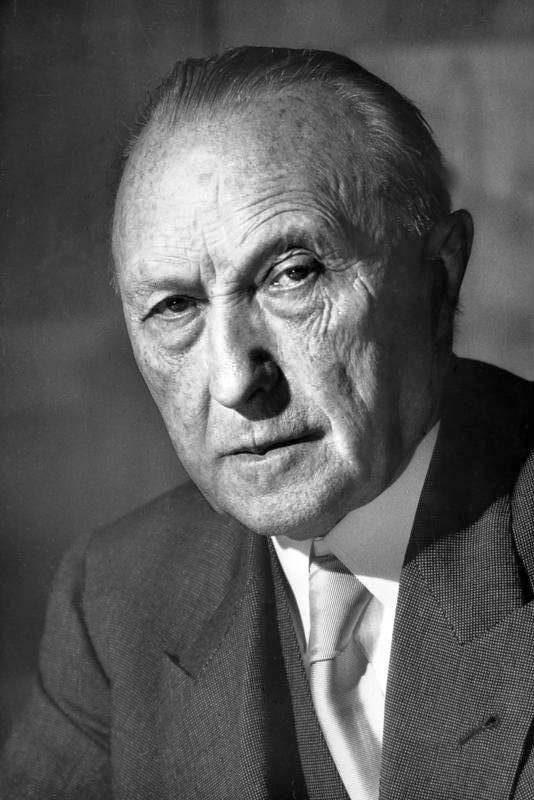
Le chancelier allemand Konrad Adenauer.

Elle porte le nom de l'avocat et homme politique allemand Konrad Adenauer (1876-1967), qui fut chancelier de la République fédérale allemande de 1949 à 1963.

## Historique
Cette voie de l'ancienne commune de Passy est classée dans la voirie parisienne par un décret du 23 mai 1863 sous le nom de « rond-point Bugeaud ».
En décembre 1889, un journaliste décrit la future place du Chancelier-Adenauer de la façon suivante : « Au rond-point Bugeaud, formant avec la rue des Belles-Feuilles et la rue Spontini un vaste trapèze, on remarque un terrain clos de palissades, sorte de chantier de construction, parsemé de pierres de taille couvertes de neige et de grands arbres dénudés. Les promeneurs sont rares dans ce coin de Passy, peuplé de coquets petits hôtels, au milieu desquels font tache de trop nombreuses masures délabrées ». Le « chantier » en question est celui de l’hôtel de la future fondation Thiers, élevé sur un terrain acheté pour presque rien par Alexis Dosne, beau-père de l’ancien président de la République Adolphe Thiers, en 1826 et achevé en 1892.
La voie prend son nom actuel par un arrêté du 30 juillet 1974.

## Bâtiments remarquables et lieux de mémoire
- En 1904, un hôtel de style Louis XVI se trouvant sur la place, d’une superficie de 1600 mètres environ, comportant deux salons, une belle salle à manger, six chambres à coucher, cabinets de toilette, salle de bains, lingerie, office, cuisine, « salle de gens », chauffé par calorifère, éclairé par l’électricité, doté d’un pavillon de concierge, d’une remise et d’un jardin, est proposé à la vente pour la somme de 800 000 francs[4].
- No 1 : immeuble construit par l'architecte Gabriel Morice en 1896, commandité par Ernest Cognacq, le fondateur de La Samaritaine[5]. Le diplomate et ambassadeur de France Charles Rouvier (1849-1915) y a résidé et y est mort[6].
- No 5 : entrée de l'hôtel Saint James Paris ; anciennement fondation Thiers. Immeuble construit en 1890 par Aldroff[7].
- No 7 : siège d'Unibail-Rodamco-Westfield.

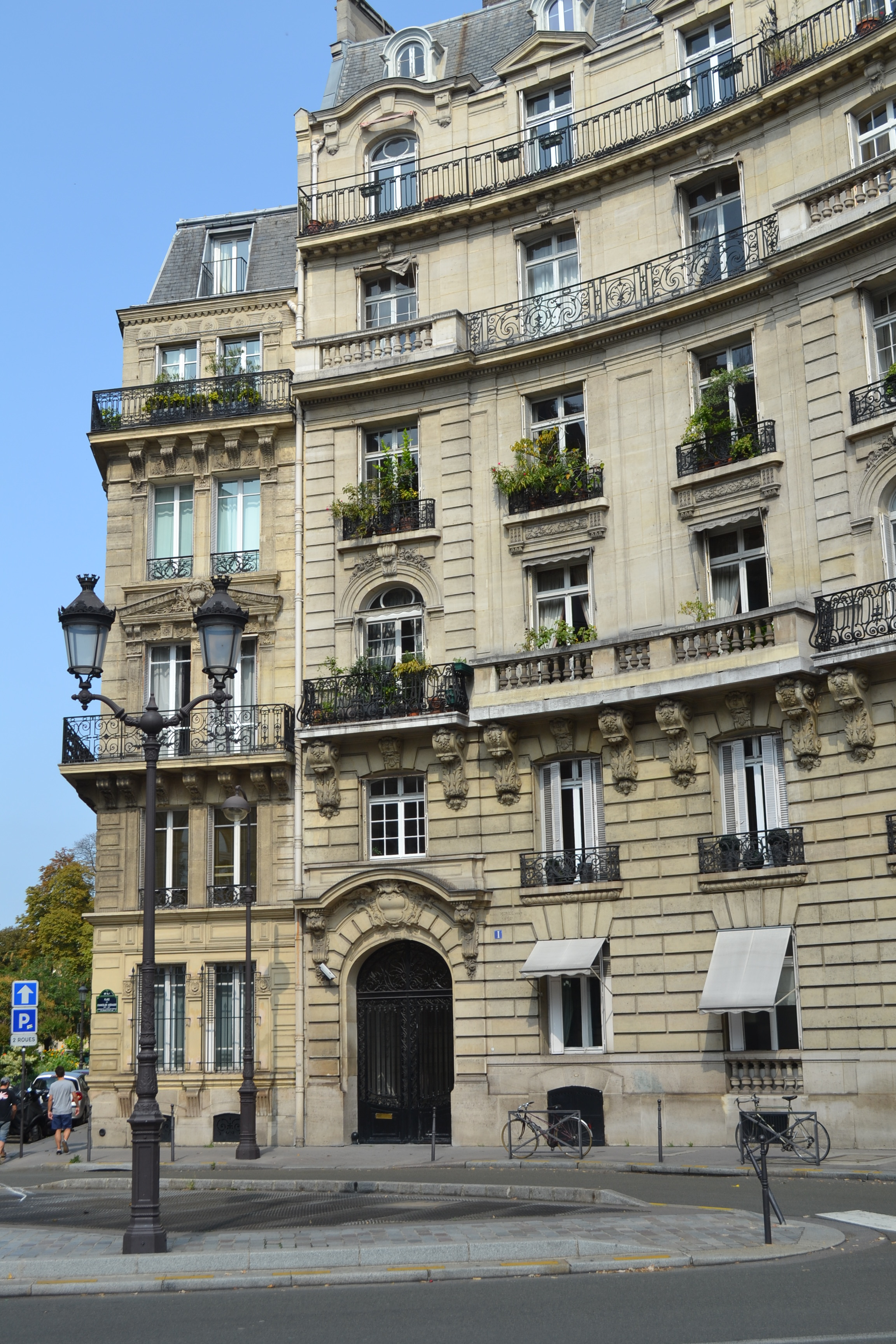
No 1 : immeuble de 1896.
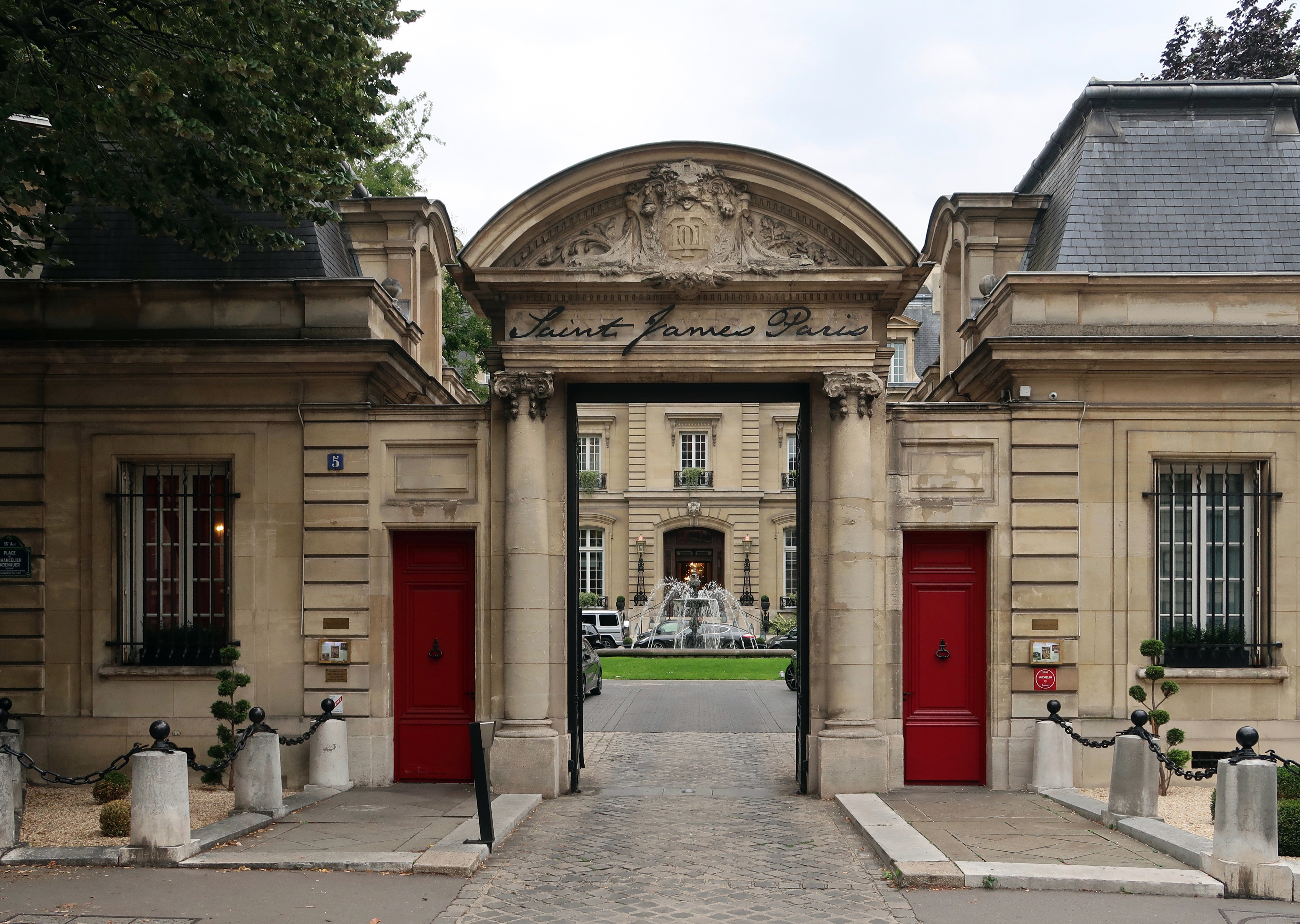
No 5 : entrée de l'hôtel Saint-James.